# Gura Bâdiliței
Gura Bâdiliței – wieś w Rumunii, w okręgu Jassy, w gminie Vânători. W 2011 roku liczyła 608 mieszkańców.